# Perdita albipennis
Perdita albipennis là một loài Hymenoptera trong họ Andrenidae. Loài này được Cresson mô tả khoa học năm 1868.